# Мамедов, Бёюкага Мирджафар оглы
Мамедов Бёюкага Мирджефер оглы (23 января 1927, Баку — 17 января 2018, Баку) — азербайджанский танцовщик, народный артист Азербайджанской ССР (1965).

## Жизнь и деятельность
Мир-Мамед Мирджефарович Мамедов (Беюкага Мамедов) родился 23 января 1927 года в Баку. После завершения среднего образования он продолжил учёбу в профессиональном училище № 5 и одновременно участвовал в танцевальном коллективе этого училища, обучая своих сверстников танцевальным навыкам. В годы войны его отец, брат и сестра были призваны на фронт, что оказало значительное влияние на его будущую деятельность. Запись в ансамбль резервистов сыграла важную роль в его карьере.
Танцовщик нашёл ритмы жизни в народных танцах и имеет богатый творческий путь. В 1955 году он окончил Бакинское хореографическое училище и с 1946 по 1966 годы был солистом Ансамбля песни и танца Азербайджанской государственной филармонии. В 1965 году ему было присвоено звание народного артиста республики. В 1966 году он был назначен художественным руководителем танцевальных коллективов Дома технического и художественного творчества и Дома пионеров имени Ю. Гагарина. В 1971 году начал педагогическую деятельность в Бакинском хореографическом училище. В 1951 году он стал лауреатом Всемирного фестиваля в Берлине, в 1953 году — в Варшаве, а в 1957 году — в Москве. С 1960 года он возглавлял танцевальный ансамбль «Кучеджарим».
Беюкага Мамедов с достоинством представлял азербайджанские танцы во франция, Швейцарии, Иране, Афганистане, Польше, Германии, Венгрии и в целом в 123 странах. Он посвятил почти 70 лет своей жизни развитию этого искусства, воспитал множество последователей и сделал вклад в укрепление преемственности в искусстве. За вклад в азербайджанскую культуру он был удостоен различных орденов и медалей и является пенсионером президента.
Как выдающийся танцовщик, он с любовью передал своё искусство будущим поколениям. В современных танцевальных коллективах страны работают его ученики. Хореографии, созданные им в Государственном ансамбле песни и танца, до сих пор представляют интерес у зрителей. Особенно сохранился в архиве танец «Чобан», специально созданный для него. Его танцы отличались разнообразием тем и сюжетов.
Он также поставил танцы для ряда известных фильмов. В фильме «Аршин Мал Алан» (1965 года) постановку женских танцев выполнила Амина Дилбази, а мужских танцев — сам Беюкага Мамедов. Кроме того, постановка известного танца «Наз эле» в фильме «Я буду танцевать» также принадлежит ему.
В целом, артист посвятил 61 год азербайджанскому танцевальному искусству, воспитав 16 заслуженных артистов, 2 народных артистов СССР и 2 народных артистов Азербайджана. Он достойно представлял азербайджанское искусство в 121 стране. Также он был удостоен званий народного артиста Азербайджанской ССР и заслуженного учителя.
В 2002 году удостоен Персональной стипендии Президента Азербайджанской Республики.
Один из преданных служителей азербайджанского народного танца, Беюкага Мамедов, скончался 17 января 2018 года в Баку в возрасте 90 лет.